# Phemonopsis
Phemonopsis är ett släkte av skalbaggar. Phemonopsis ingår i familjen långhorningar.
Kladogram enligt Catalogue of Life:
| Phemonopsis | \| \| Phemonopsis cylindricus \| \| \| \| \| \| Phemonopsis grossepunctatus \| \| \| \| |
|             | \| \| Phemonopsis cylindricus \| \| \| \| \| \| Phemonopsis grossepunctatus \| \| \| \| |
|             | Phemonopsis cylindricus                                                                 |
|             |                                                                                         |
|             | Phemonopsis grossepunctatus                                                             |
|             |                                                                                         |